# The Well-Beloved
The Well-Beloved was het laatste prozawerk van de Engelse schrijver Thomas Hardy dat in boekvorm verscheen. Het oorspronkelijke verhaal werd onder de titel The Pursuit of the Well-Beloved gepubliceerd in het tijdschrift Illustrated London News en in Harper's Bazaar tussen oktober en december 1892.
Vervolgens liet Hardy het werk enige jaren rusten, terwijl hij bezig was met zijn laatste prozawerk, Jude the Obscure. Pas daarna wijdde hij zich aan de bewerking van 'The Pursuit'. Onder de nieuwe titel The Well-Beloved werd het uiteindelijk in 1897 uitgegeven. In deze versie bracht Hardy aanpassingen aan in zowel de eerste als de laatste hoofdstukken, en het verhaal kreeg een andere afloop. De ondertitel van het boek is 'A Sketch of a Temperament'.

## Samenvatting
De beeldhouwer Jocelyn Pierston is op zoek naar de perfecte vorm, zowel in zijn kunst als in de vrouw. Hij wordt verliefd op Avice Caro, maar die relatie loopt op niets uit. Hij zoekt zijn ideaalbeeld vervolgens in haar dochter, die niet op hem reageert, en daarna in haar kleindochter, die niet erg gediend is van de aandacht van een man op leeftijd. Uiteindelijk geeft Jocelyn zijn streven op en trouwt met een weduwe.